# Forteresse de Kymi

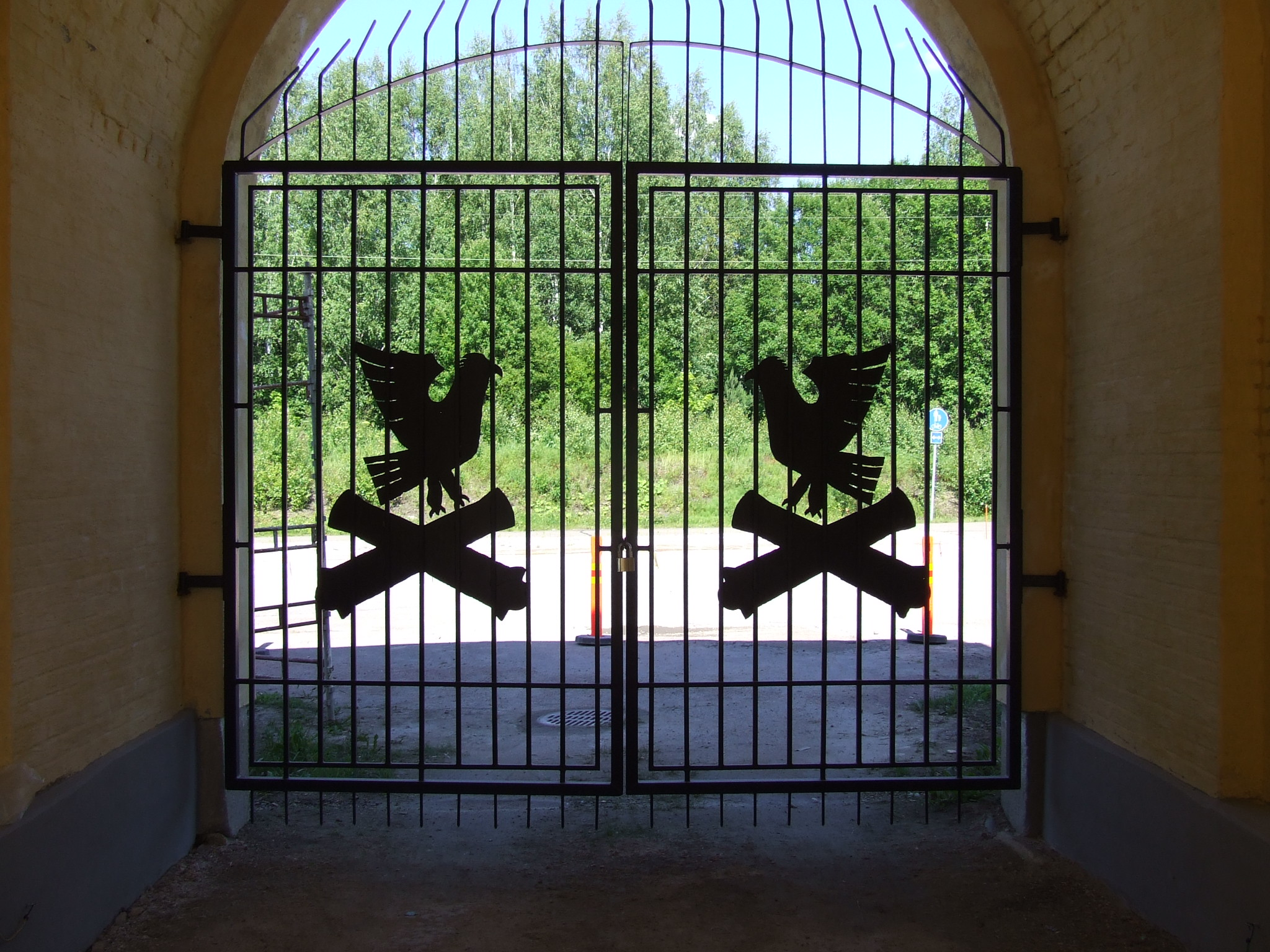
Le portail de la forteresse de Kymi.

La Forteresse de Kymi (en finnois : Kyminlinna), est une forteresse située dans le quartier de Kyminlinna, au nord de l'île de Hovinsaari à Kotka en Finlande,.

## Présentation
Kyminlinna fait partie du système de fortification du sud-est de la Finlande construit par la Russie après la guerre russo-suédoise de 1788-1790. 
Kyminlinna formait la partie nord d'une double fortification, avec la forteresse maritime de Ruotsinsalmi, où Kyminlinna était destinée à repousser les attaques terrestres le long de la Route royale.
Kyminlinna est une forteresse à caponnière pentagonale d'environ 800 mètres de diamètre. 
La superficie totale de la forteresse est d'environ 74 hectares et couvre une grande partie du quartier de Kyminlinna. 
Le fort est entouré de douves inachevées qui font partie d'un réseau de fossés pour drainer les eaux du fort. 
Malgré cela, il y a un étang à l'intérieur de la forteresse . 
La ligne de chemin de fer Kouvola–Kotka, achevée en 1890, et la rue Kymintie, construits au début du XXe siècle, traversent la forteresse dans ses parties orientales. 
La route nationale 7 croise les parties extérieures sud de la forteresse. 
L'ensemble comprend 23 bâtiments, dont la plupart sont vacants depuis le départ des Forces de défense finlandaises.
La Direction des musées de Finlande a classé la Forteresse de Kymi parmi les Sites culturels construits d'intérêt national en Finlande.
La zone appartient aux Propriétés du Sénat.